# دينيسي كوبر
دينيسي كوبر (بالإنجليزية: Denise Cooper)‏ هي راكبة الكنو أسترالية، ولدت في 20 يوليو 1960.

## وصلات خارجية
- دينيسي كوبر على موقع أوليمبيديا (الإنجليزية)
- دينيسي كوبر على موقع اللجنة الأولمبية الأسترالية (الإنجليزية)